# 義肢装具学
義肢装具学とは、義肢装具の設計・開発、製作法、人体との適合等について研究する学問である。

## 概説
義肢装具士は、1988年（昭和63年）4月1日に施行された「義肢装具士法」により、国家資格をもつ医療従事者として明文化された。
海外（米国等）では義肢の専門家をProsthetist、装具の専門家をOrthotistと呼び、個別の資格とする国もあるが、日本では「義肢」の専門家と「装具」の専門家を1つの専門資格とし、（英）:Prosthetists and Orthotists からPOと略す。
義肢装具士法の成立により義肢装具士を養成する専門学校、また、2007年に4年生大学の学部が設置され、2013年には「日本義肢装具学会」が法人化された。

## 義肢装具学
義肢装具学は大まかに医学及び工学にまたがり、
- 基礎医学、解剖学（骨学、筋学、神経解剖学）、整形外科学、リハビリテーション医学
- 工学（機構学、材料学）、　物理学（運動学）、材料力学

これらの学問的知識をもとに、大学等研究機関に所属する義肢装具士等によって研究・論文の執筆が行われる。